# Луї Тулліус Йоахім Вісконті

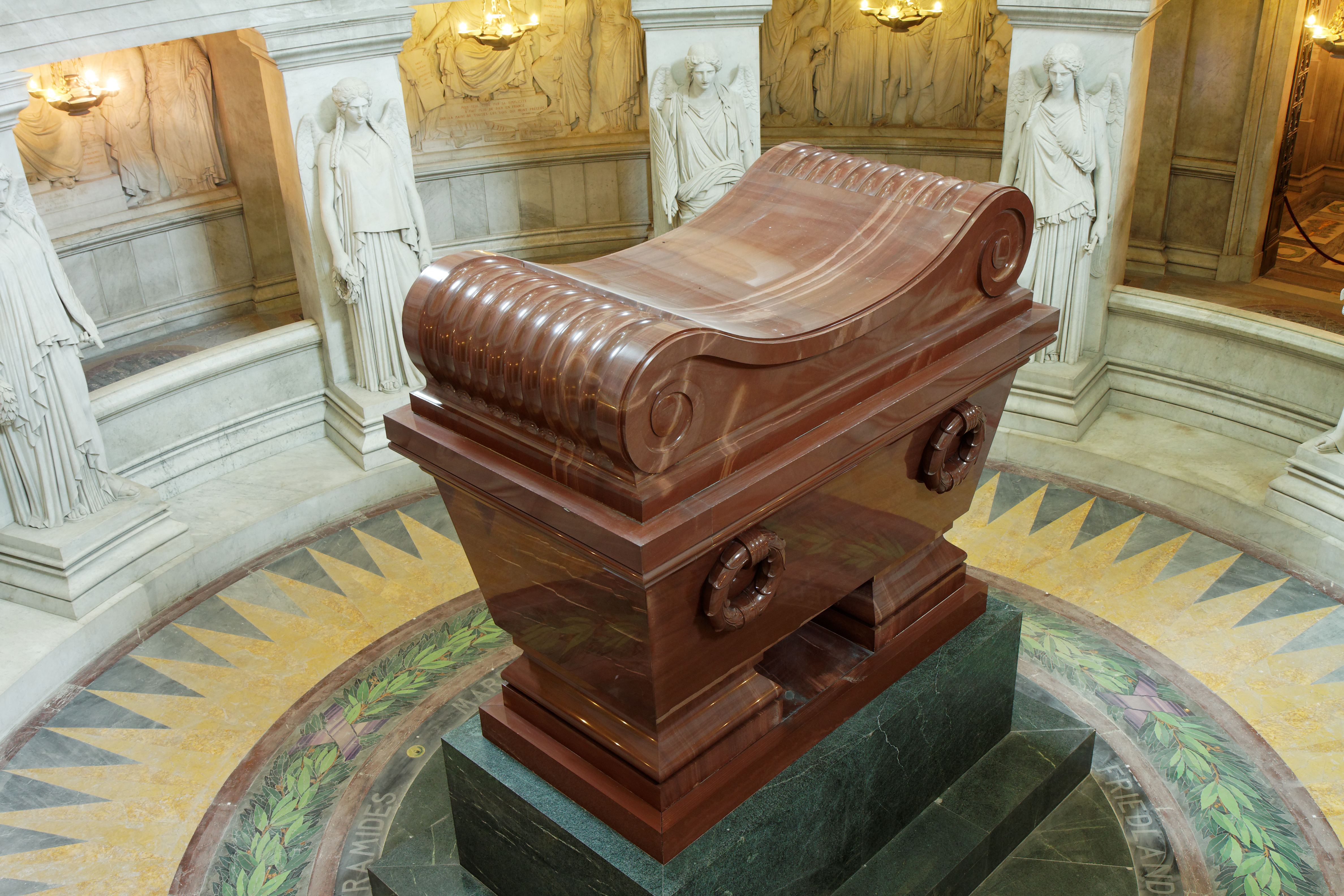
Проект надгробного пам'ятника Наполеону І

Луї Тулліус Йоахім Вісконті (фр. Louis-Tullius-Joachim Visconti; *11 лютого 1791 року, Рим — †23 грудня 1853 року, Париж) — французький архітектор, розробник проекту надгробного пам'ятника Наполеону І і один з архітекторів, які розробляли проект будівництва Французької національної бібліотеки.

## Біографічні дані

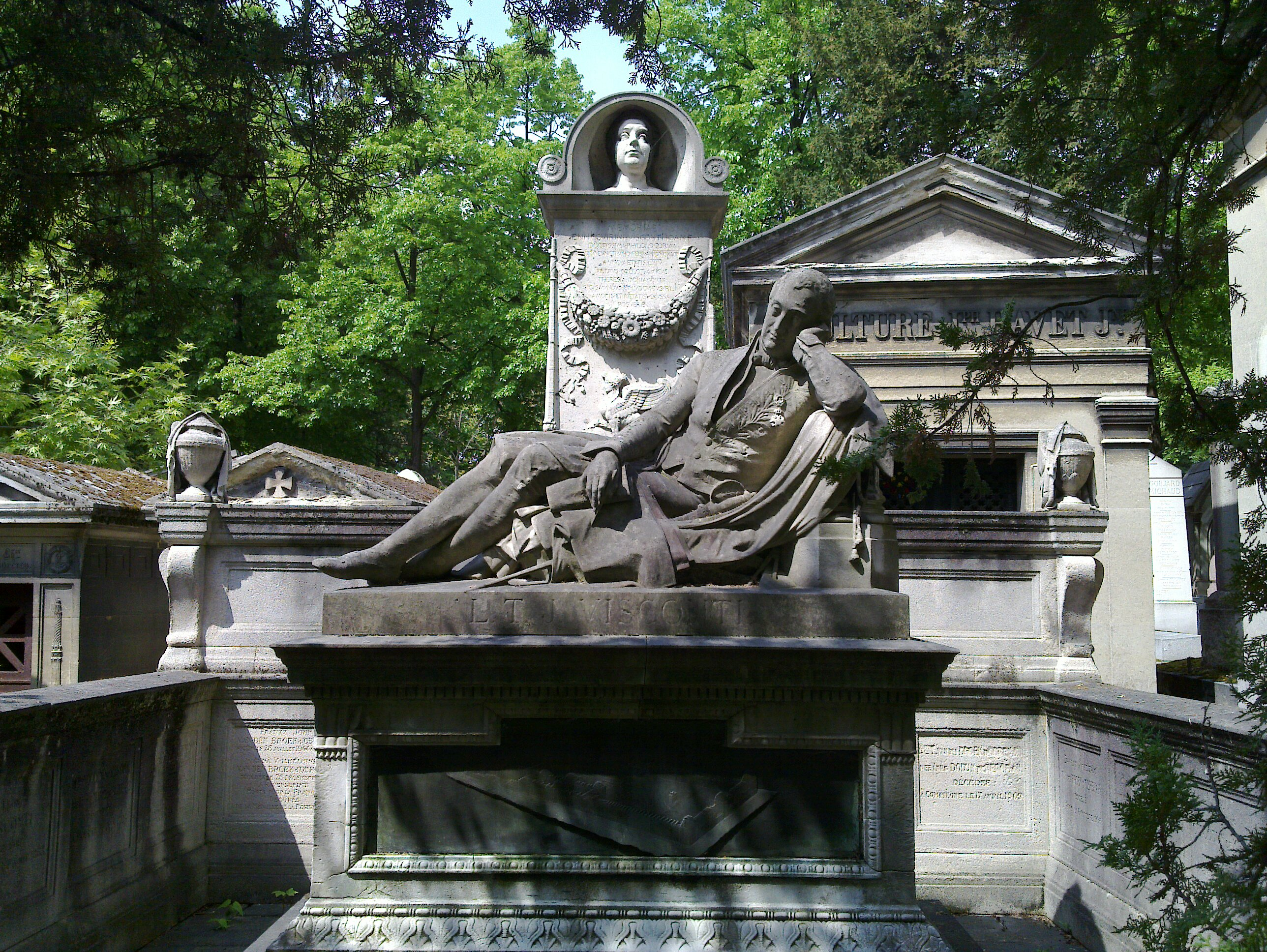
Гробниця Луї Вісконті на кладовищі Пер-Лашез

Луї Вісконті син відомого італійського археолога Енніо Вісконті, та онук не менш відомого Жана-Батіста Вісконті.
З 1808 по 1817 роки вивчав архітектуру під керівництвом Шарля Персьє в Школі образотворчих мистецтв у Парижі. Він був нагороджений другого Гран-прі в розділі «Архітектура» та департаментські нагородою від Академії, а в 1825 році призначений архітектором Національної бібліотеки. Його головним обов'язком на цій посаді стали реставраційні роботи публічного читацького залу. Він заслужив свою репутацію на початковому періоді як архітектор, проектуючи житлові будинки, хоча в той же час він побудував ряд громадських фонтанів в Парижі, включаючи фонтан «Гальон» (1824—1828), фонтан «Люве» (1835—1839) і фонтан «Мольєр» (1841—1843).
Луї Тулліус брав участь у відродженні мальовничого та готичного стилів, особливо це помітно в архітектурному вирішенні замку де Люссьє (1844), який побудований на кшталт англійської котеджу.
У 1842 році Луї-Філіпп I наказав перевезти прах Наполеона на кладовище ветеранів, і архітектор отримав замовлення на проектування відповідного надгробного пам'ятника; підсумком став пишний монумент (саркофаг з червоного мармуру, що стоїть на постаменті з зеленого граніту). Після вступу на престол Наполеона ІІІ йому було доручено проектування сполучної галереї між старим будинком Лувру та Тюїльрі. Проект згодом був втілений в життя, піддавшись сильним декоративним доопрацюванням архітектора Гектора-Мартіна Лефюеля.
Луї Вісконті помер 1853 року від серцевого нападу, похований на кладовищі Пер-Лашез.